# Lauren Carlini

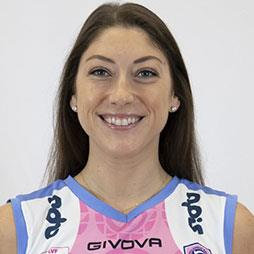
Lauren Carlini zawodniczką Vbc Trasporti Pesanti Casalmaggiore

Lauren Nicole Carlini (ur. 28 lutego 1995 w Genevie) – amerykańska siatkarka, reprezentantka Stanów Zjednoczonych, grająca na pozycji rozgrywającej.
Jej mężem jest kanadyjski siatkarz Nicholas Hoag.
Po Igrzyskach Olimpijskich w Paryżu postanowiła zakończyć karierę reprezentacyjną.

## Sukcesy klubowe
Liga uniwersytecka NCAA:
- 2013

Puchar Włoch:
- 2019

Liga włoska:
- 2019

Liga Mistrzyń:
- 2019

Liga turecka:
- 2021

## Sukcesy reprezentacyjne
Puchar Panamerykański:
- 2017, 2018
- 2016

Puchar Wielkich Mistrzyń:
- 2017

Liga Narodów:
- 2019, 2021

Puchar Świata:
- 2019

Mistrzostwa Ameryki Północnej, Środkowej i Karaibów:
- 2019, 2023[7]

Igrzyska Olimpijskie:
- 2024[8]

## Nagrody indywidualne
- 2018: MVP i najlepsza rozgrywająca Pucharu Panamerykańskiego